# Šamudovce
Šamudovce (Hongaars: Sámogy) is een Slowaakse gemeente in de regio Košice, en maakt deel uit van het district Michalovce.
Šamudovce telt 617 inwoners.